# Widuchowa
Widuchowa, německy Fiddichow a polsky v letech 1945–1946 Widuchowo, je vesnice a sídlo gminy Widuchowa v okrese Gryfino v Západopomořanském vojvodství a v západním Polsku. Nachází se také na pravém břehu veletoku Odra na Německo-polské státní hranici v geomorfologických celcích Dolina Dolnej Odry a Równina Wełtyńska.

## Historie
V 10. století zde bylo slovanské hradiště. V roce 1347 získala Widuchowa městská práva. V roce 1877 byla zprovozněna a v roce 1983 elektrifikována místní železniční trať u Widuchowe. Po druhé světové válce v roce 1945 byla Viduchowa z 80% zničena a stala se z ní vesnice. V letech 1975–1998 vesnice patřila do dnes již zaniklého Štětínského vojvodství (Województwo szczecińskie). V roce 2007, po vstupu do Schengenského prostoru zde zanikl hraniční přechod.

## Další informace
Je zde říční přístav na mezinárodní vodní cestě Świnoujście (Svinoústí) – Szczecin (Štětín) – Gryfino – Widuchowa – Hohensaaten – Eberswalde – Berlín. Hlavním silničním tahem je zde silnice Droga krajowa nr 31 na trase Chojna – Gryfino. Železniční stanice Widuchowa se nachází mimo vesnici a je vzdálená cca 3,8 km od jejího centra. Vesnice má také sportovní stadión. Leží také na dálkové cyklistické trase Szlak Zielona Odra.

## Zajímavosti
- Kościół Najświętszego Serca Pana Jezusa – Románský kostel ze 13. století.
- Několik historických budov a zbytky Starého města.
- ruiny zámku Pomořanských knížat (Ruiny Zamku Książąt Pomorskich)
- Słowiańska Góra (72,6 m n m.) – Nejvyšší geografický bod vesnice s netradiční a zajímavou stavbou vyhlídky Platforma widokowa na Słowiańskiej Górze z roku 2021.[3]
- Židovský hřbitov.

## Galerie

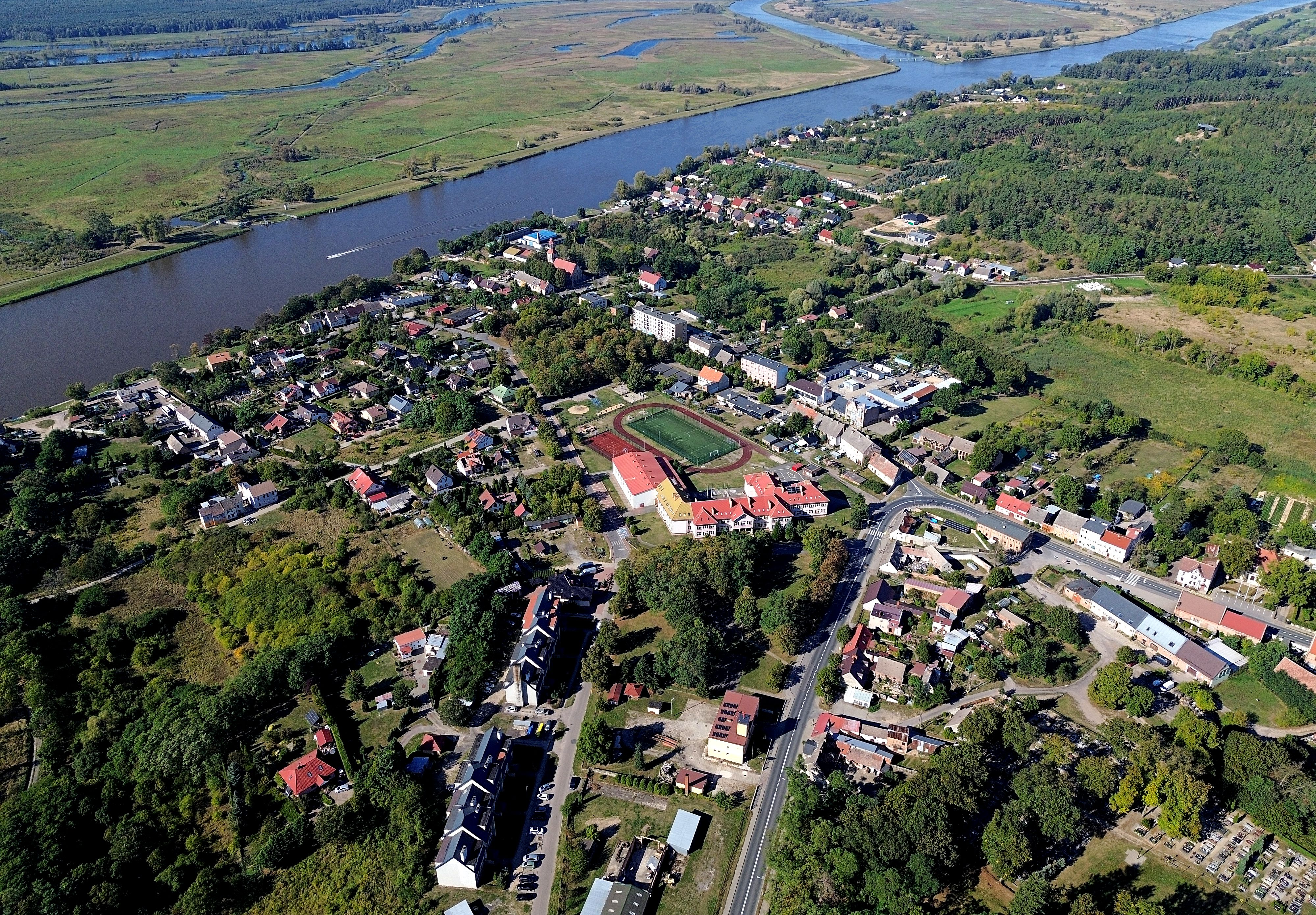
Letecký pohled na vesnici
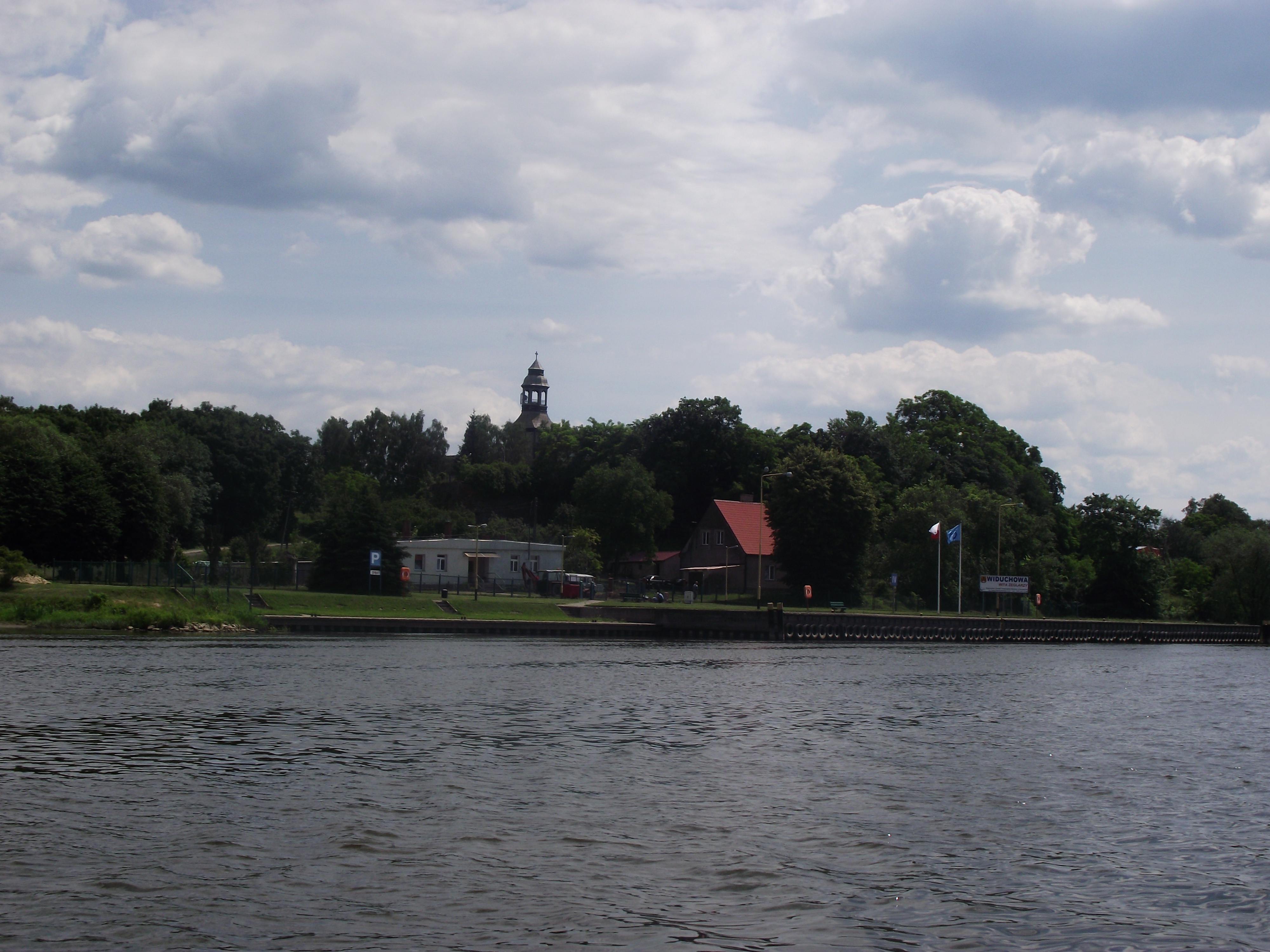
Pohled na vesnici z německé strany Odry
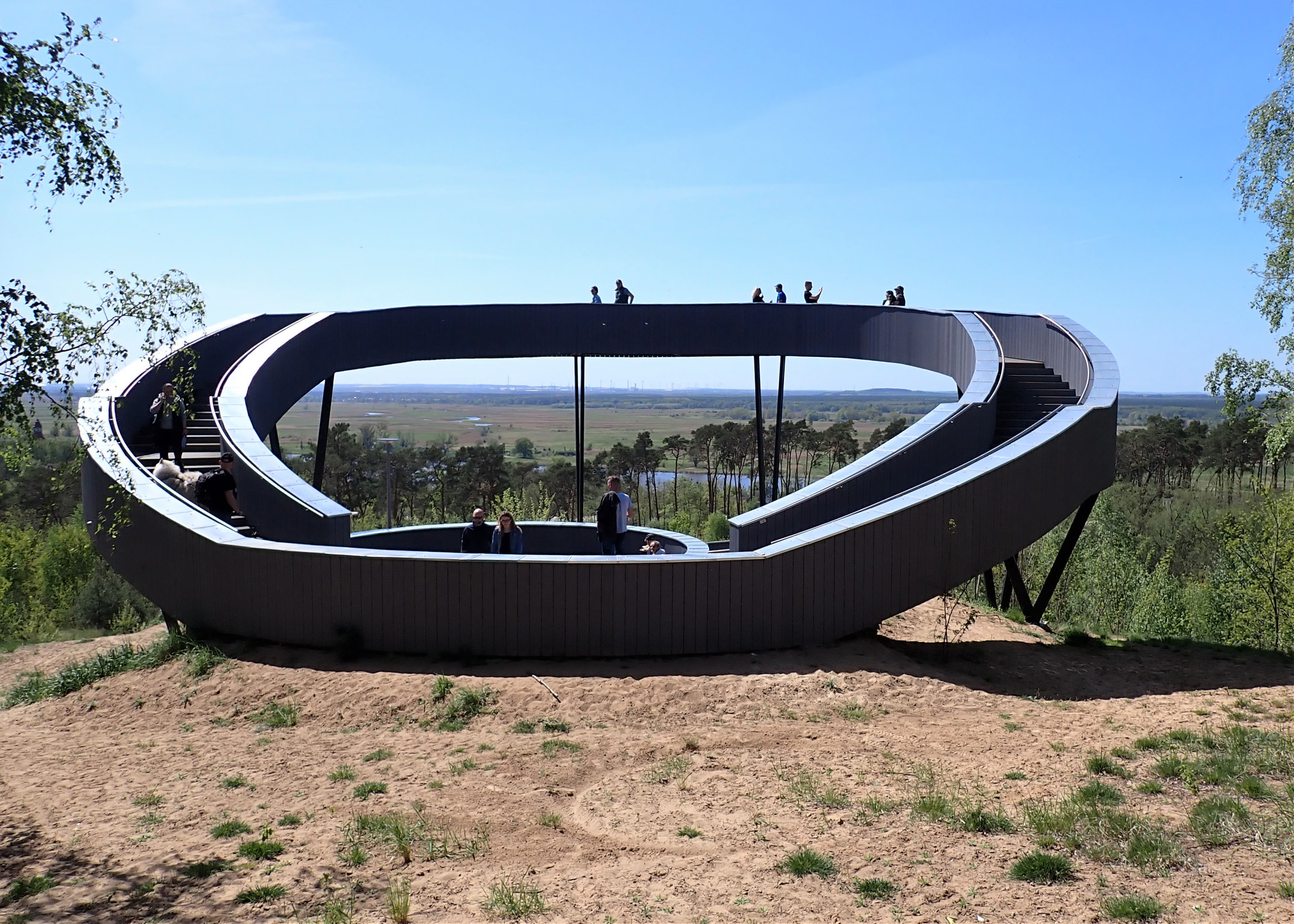
Platforma widokowa na Słowiańskiej Górze
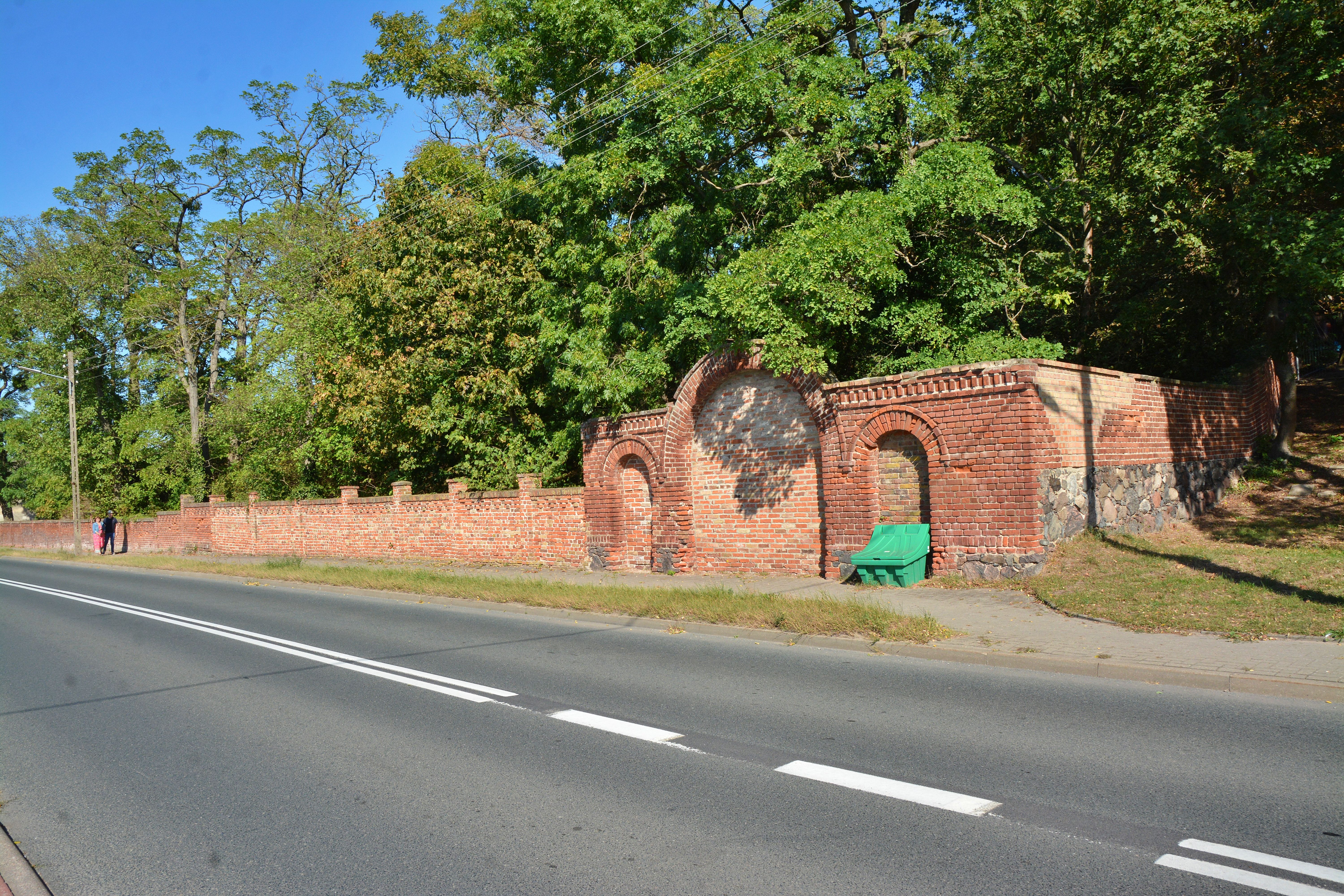
Židovský hřbitov
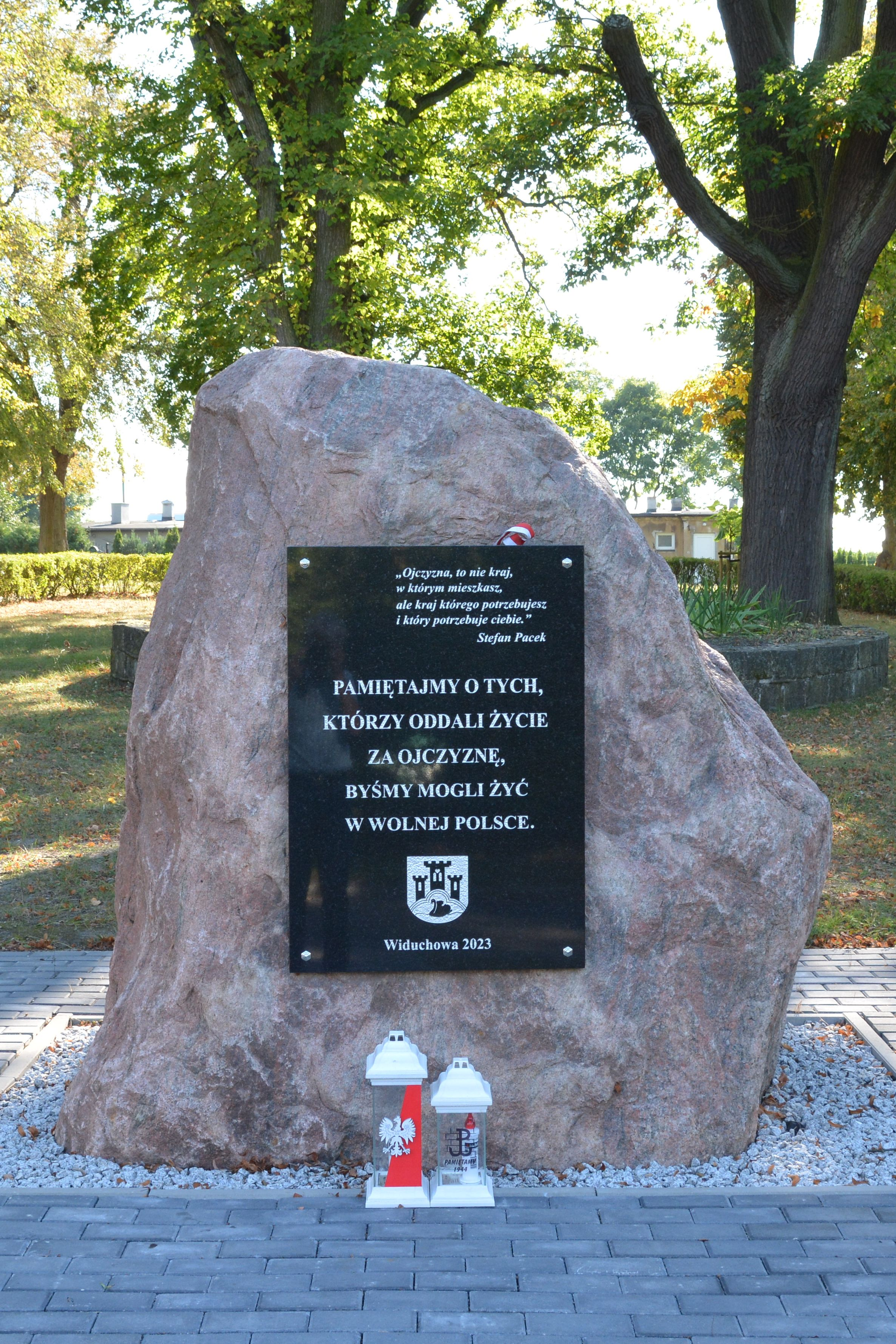
Pomnik Paměti (Pamięci)
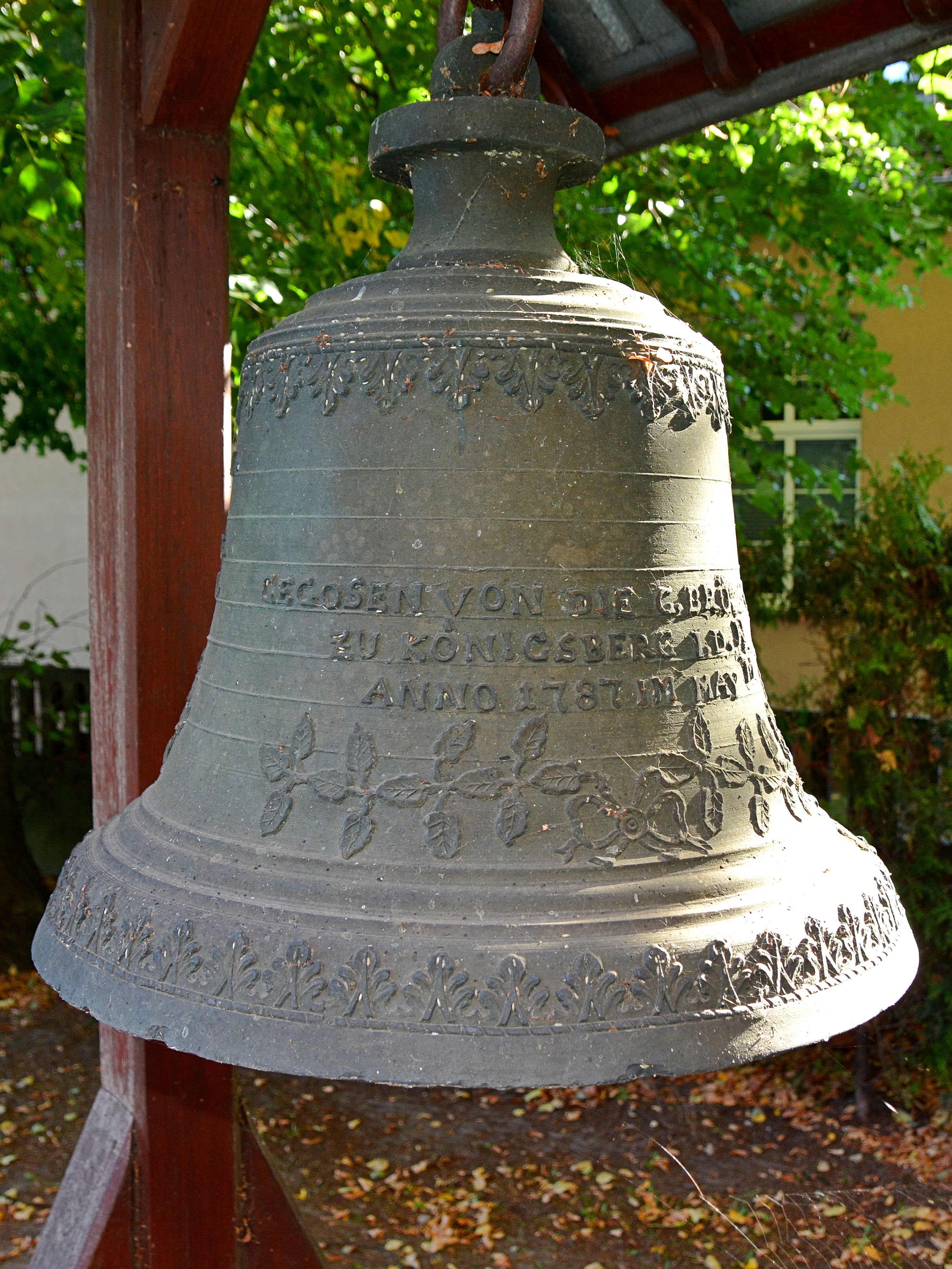
Zvon
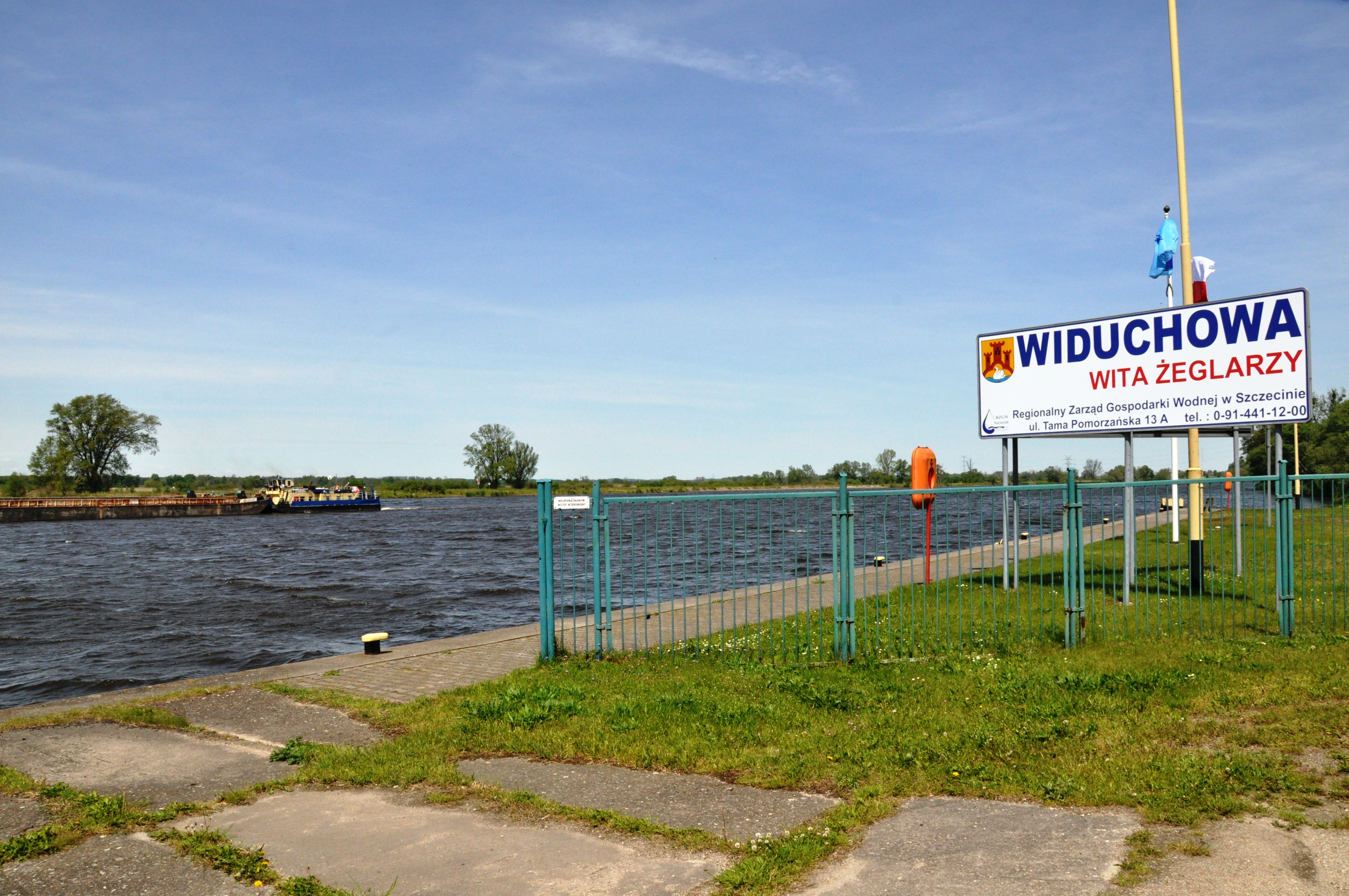
Přístav
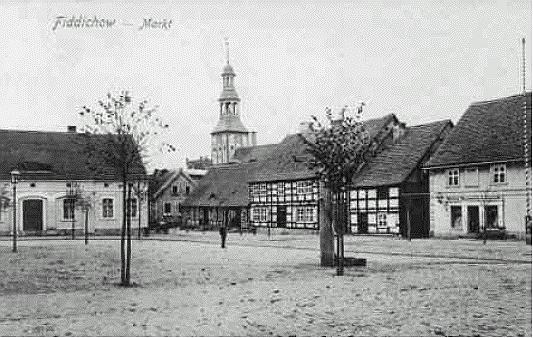
Historická pohlednice